# Лунша
Лунша́ (кит. упр. 龙沙, пиньинь Lóngshā, буквально: «Драконьи пески») — район городского подчинения городского округа Цицикар провинции Хэйлунцзян (КНР).

## История
«Драконьи пески» — это образное название земель Хэйлунцзяна, бытовавшее во времена империи Цин. В 1897 году хэйлунцзянскому цзянцзюнь не понравился ландшафт в районе местных армейских складов, и он повелел провести благоустройство территории. В результате появился «Парк, расположенный к западу от складов» (仓西公园), который в 1916 году был переименован в парк «Драконьи пески» (龙沙公园).
Когда в 1936 году Цицикар получил статус города, он был разделён на 11 районов. В мае 1946 года старые 11 районов были сведены в 6, а в 1954 году из шести районов сделали четыре. Одним из этих четырёх районов и стал район Лунша. В декабре 1958 года началось «движение за обобществление», районы были ликвидированы, а вместо них было создано 10 «народных коммун». В августе 1961 года народные коммуны Лунша и Синьхуа были вновь объединены в район Лунша.

## Административное деление
Район Лунша делится на 6 уличных комитетов (в городе Цицикар).
| № | Название  | Название (кит.) | Статус          | Население чел. (2010) | На карте                         |
| - | --------- | --------------- | --------------- | --------------------- | -------------------------------- |
| 1 | Наньхан   | 南航街道办事处  | уличный комитет | 62451                 | 47°20′57″ с. ш. 123°57′20″ в. д. |
| 2 | Улун      | 五龙街道办事处  | уличный комитет | 60766                 | 47°20′57″ с. ш. 123°57′20″ в. д. |
| 3 | Цайхун    | 彩虹街道办事处  | уличный комитет | 59289                 | 47°20′57″ с. ш. 123°57′20″ в. д. |
| 4 | Чжэнъян   | 正阳街道办事处  | уличный комитет | 52226                 | 47°20′57″ с. ш. 123°57′20″ в. д. |
| 5 | Цзяньгань | 江安街道办事处  | уличный комитет | 51222                 | 47°20′57″ с. ш. 123°57′20″ в. д. |
| 6 | Хубинь    | 湖滨街道办事处  | уличный комитет | 39443                 | 47°20′57″ с. ш. 123°57′20″ в. д. |

## Соседние административные единицы
Район Лунша на северо-западе граничит с Мэйлисы-Даурским национальным районом, на севере — с районом Цзяньхуа, на востоке — с районом Тефэн, на юге — с районом Анъанси.